# کارل وندلینگر
کارل وندلینگر (انگلیسی: Karl Wendlinger؛ زادهٔ ۲۰ دسامبر ۱۹۶۸) یک اتوموبیل‌ران فرمول ۱ اهل اتریش است.